# Henryk Albert de la Grange d’Arquien
Henryk Albert de la Grange d’Arquien (fr. Henri Albert de la Grange d’Arquien) (ur. 8 września 1613 w Calais, zm. 24 maja 1707 w Rzymie) – kardynał, markiz d’Arquien

## Życiorys
Był synem gubernatora Calais, Antoniego de la Grange d’Arquien.
Podobnie jak ojciec był zawodowym wojskowym. Karierę rozpoczął w 1643 roku od rangi kapitana w regimencie kawalerii armii księcia Gastona Orleańskiego. W 1651 roku został dowódcą regimentu. W lipcu 1652 roku podczas wojny we Flandrii został nominowany marszałkiem polnym armii francuskiej. Od 1654 roku był kapitanem Gwardii Szwajcarskiej
W 1672 roku przybył do Rzeczypospolitej i pozostawał pod opieką córki Marii Kazimiery, żony Jana III Sobieskiego. Dzięki jej staraniom w 1679 roku otrzymał tytuł diuka, a następnie po owdowieniu w 1695 roku został kreowany kardynałem diakonem San Nicola in Carcere.
W 1699 roku zamieszkał w Rzymie. W 1700 roku brał udział w konklawe, które wybrało papieża Klemensa XI.
Zmarł w Rzymie w 1707 roku. Pochowany został w kościele San Luigi dei Francesi.

## Życie prywatne
Znany był z hulaszczego życia i licznych romansów. Dwukrotnie żonaty. Doczekał się siedmiorga dzieci:
- Joanny, która wstąpiła do klasztoru,
- Franciszki, która wstąpiła do klasztoru,
- Marii Kazimiery, żony Jana III Sobieskiego,
- Ludwiki Marii, żony Franciszka Gastona de Bethune,
- Marii Anny, żony Jana Wielopolskiego
- Anny Ludwika, który był generałem wojsk koronnych i starostą szczerzeckim.